# نعيم الأسيوطي
نعيم الأسيوطي هو كاتب مسرحي، ومخرج مسرحي، وقاص مصري ولد بمحافظة أسيوط في صعيد مصر، ويعمل بوزارة الثقافة المصرية ممثلً لإقليم وسط الصعيد بالإدارة العامة للمسرح، وهو عضو باتحاد كتاب مصر.

## مسيرته الفنية
بدأ اهتمام الكاتب نعيم الأسيوطي بالأدب في سنة مبكرة منذ كان في المرحلة الاعدادية، حيث أحب الحكايات الشعبية واهتم بجمعها، وكان يجمع الأطفال ويسرد عليهم القصص، كما أحب السينما والمسرح.
كتب نعيم الأسيوطي في بداية حياته شعر العامية، قبل أن يتجه إلى الكتابة المسرحية، وكان أول نص مسرحي يكتبه عام 1981 بعنوان «قرش صاغ»، ثم كانت بدايته الحقيقية مع العروض المسرحية لنصوص من تأليفه عام 1993 حين أعجب عبده طه مدير قصر ثقافة أبو تيج بنصه المسرحي «شموع»، ومن ثم تكونت فرقة مسرحية قدمت العمل على المسرح في قصر ثقافة مركز صدفا، ونال العرض جائزة أفضل عرض مسرحى على مستوى الجمهورية من مهرجان المسرح عام 1997، وتم اختياره للعرض في مهرجان القاهرة الدولى للمسرح التجريبى. أسس نعيم الأسيوطي بعد ذلك فرقة أحمد بهاء الدين المسرحية.
أختير نعيم الأسيوطي رئيساً لمجلس إدارة نادى أدب أسيوط، وكان عضوًا مؤسسًا لنادى القصة بأسيوط، وعضواً باتحاد كتاب مصر، ومؤسساً ومديراً لفرقة أحمد بهاء الدين المسرحية، ورئيساً لتحرير العديد من المطبوعات الأدبية، ومحاضراً مركزياً بالهيئة العامة لقصور الثقافة، ومحاضراً ومحكماً بوزارة الشباب والرياضة، بالإضافة لعضويته الفاعلة في مهرجان القاهرة للمسرح التجريبى، ومهرجان أندية المسرح بالمحافظات.

## أعماله ومؤلفاته
كتب نعيم الأسيوطي العديد من المؤلفات التي تنوعت بين النصوص المسرحية، والقصص القصيرة، والرواية الطويلة، ومنها:
- رحلة الملك تختوخ (مسرحية)
- انتباه (مجموعة قصصية)
- الرحاية (مجموعة قصصية)
- دراما حركية (مجموعة قصصية)
- بحر الندى (مجموعة قصصية)
- هزل في هزل (مسرحية)
- مواطن للبيع (مسرحية)
- الأرض والحلم (مسرحية)
- أصالة (مسرحية)
- الصرخة (مسرحية)
- الهرم المعكوس في الزمن الموكوس (مسرحية)
- صور تذكارية (مجموعة قصصية)
- رقص النعام (مسرحية)
- ناس من ناس (مسرحية)
- لعبة الشجرة (مسرحية)
- شموع (مسرحية)
- محكمة (مجموعة قصصية)
- مكعبات السكر (مجموعة قصصية)
- من حكايات العمة بهية: صدرت عام 2016 عن المركز الأدبي للتنمية الثقافية بأسيوط.[5]

## الجوائز
حظي نعيم الأسيوطي بتكريم العديد من الجهات المحلية والعربية، وحصل على العديد من الجوائز الأدبية، ومنها:
- جائزة أفضل عرض مسرحى على مستوى الجمهورية من مهرجان المسرح عام 1997 عن عرضه المسرحي «شموع».
- درع وزارة الثقافة للإبداع المسرحى
- درع محافظة أسيوط للتميز الإبداعى
- جائزة المركز الأول في التأليف المسرحي من وزارة الشباب المصرية عام 2001 عن عرضه المسرحي «لعبة الشجرة».